# شهرستان آبشار لیک (آیداهو)
شهرستان آبشار لیک، آیداهو (به انگلیسی: Bear Lake County, Idaho) یک سکونتگاه مسکونی در ایالات متحده آمریکا است که در آیداهو واقع شده‌است.

## خصوصیات
شهرستان آبشار لیک ۲٬۷۱۶٫۹۱ کیلومترمربع مساحت دارد.